# Lathrolestes tomostethi
Lathrolestes tomostethi là một loài tò vò trong họ Ichneumonidae.